# Проч
Проч (словац. Proč) — село в Словаччині, Пряшівському окрузі Пряшівського краю. Розташоване в північній частині східної Словаччини, на південній межі Низьких Бескидів.
Уперше згадується у 1423 році.

## Культурні пам'ятки
У селі є римо—католицький костел з 1993 року.

## Населення
| Рік:            | 1994. | 2004.   | 2014.   | 2024.   |
| --------------- | ----- | ------- | ------- | ------- |
| Кількість осіб: | 465   | 445     | 431     | 409     |
| Різниця:        |       | -4,30 % | -3,14 % | -5,10 % |

| Рік:            | 2023. | 2024.   |
| --------------- | ----- | ------- |
| Кількість осіб: | 417   | 409     |
| Різниця:        |       | -1,91 % |

У селі проживає 414 особи.

## Географія
Протікає річка Ладянка.